# (84015) Efthymiopoulos
(84015) Efthymiopoulos est un astéroïde de la ceinture principale.

## Description
(84015) Efthymiopoulos est un astéroïde de la ceinture principale. Il fut découvert le 5 août 2002 à Campo Imperatore par le relevé astronomique CINEOS. Il présente une orbite caractérisée par un demi-grand axe de 2,37 UA, une excentricité de 0,15 et une inclinaison de 5,3° par rapport à l'écliptique.